# 완성군
완성군 이희(完城君 李爔, 1771년 10월 9일 ~ 1830년 6월 6일)은 조선 후기의 왕족, 문신이며, 도정궁(都正宮) 사손(嗣孫)이다. 본관은 전주, 휘는 희(爔), 자는 사의(士義)이다.
1789년(정조 13) 별천무과(別薦武科)에 급제하고 훈련원정에 이르렀으나 1800년 정순왕비(貞純王妃)의 명으로 음직에 제수되었다. 1807년 완성도정(完城都正)에 봉작되고 1822년 군으로 진봉되었다.

## 생애
덕흥대원군 11대 사손(嗣孫)이며, 양부는 진안군(晋安君) 이언식(李彦植)이며, 생부는 목사(牧使) 이민식(李民植)이며, 생모는 청주인(淸州人) 한종세(韓宗世)의 딸로 숙부인(淑夫人) 청주한씨(淸州韓氏)이다.
부인은 목사(牧使) 남양인(南陽人) 홍선양(洪善養)의 딸로 남양군부인 홍씨(南陽郡夫人 洪氏)와 전주인(全州人) 유전(柳塡)의 딸로 전주군부인 유씨(全州郡夫人 柳氏)와 임천인(林川人) 조건호(趙建鎬)의 딸로 임천군부인 조씨(林川郡夫人 趙氏)이다.
목사 민식의 장남으로 신묘(辛卯) 1771년(영조 47) 10월 9일 탄생하였다. 선전관(宣傳官)을 지내고, 1789년(정조 13) 별천무과(別薦武科)에 급제하여 1790년 8월 2일 정조가 하교하길 대원군(大院君)의 봉사손(奉祀孫)이 과거에 합격한 것은 처음 있는 일이다. 이 얼마나 기쁜 일인가. 마땅히 고유(告由)의 행사가 있어야 하겠다 하고는, 친히 제문을 지어 예조판서 이병모(李秉模)를 보내 대원군묘(大院君廟, 덕흥궁)에 고유제를 지내게 하였다.
훈정(訓正)을 거쳐 1795년 7월 7일 조부 판돈녕부사 이풍(李灃)이 죽자 대원군(大院君) 내외(內外)의 시향(時享)을 전(前) 목사 이언식(李彦植)을 도정(都正)에 부쳐주기 이전에는 그 장손(長孫)인 전 정(正) 이희(李爔)에게 공복(公服)을 갖추게 하여 대행하게 하였다.
참봉(參奉)을 역임하고, 1800년(순조 즉위년) 정순왕비의 명으로 이희는 일찍이 선조(先朝) 때 무과(武科)에 급제했는데, 대원군(大院君)의 사손(祀孫)은 무직(武職)에 임명할 수 없다는 숙묘(肅廟)의 수교(受敎)가 있었다는 자교(慈敎)로 인하여 음사(蔭仕)에 제수하여 대원군 봉사손으로 삼았다.
1802년(순조 2) 8월 15일 숙종과 영조의 어진 등을 양지당(養志堂)에서 선원전(璿源殿)으로 환안할 때 일산차비(日傘差備)로 봉무하였다.
1807년(순조 7) 10월 22일 순조가 대원군묘(大院君廟, 덕흥궁)에 작헌례(酌獻禮)를 행하고, 수원판관(水原判官) 이희를 소견하고, 승서(陞敍)하도록 하여 완성 도정(完城都正)에 제수받고, 1822년(순조 22) 11월 13일 완성군(完城君)으로 진봉되고, 수릉관(守陵官)에 제수하였다.
1823년(순조 23) 3월 11일 효희전에 봉무하고, 순조의 명으로 가자(加資)하여 흥록대부(興祿大夫)에 제수되고, 이외에 노비와 전결(田結)·구마(廐馬)·안구(鞍具)를 더 내려주였다. 이해 6월 3일 순조의 장녀 명온공주(明溫公主) 가례 때 주혼(主婚)으로 봉무하였다.
1830년(순조 30) 3월 1일 순조가 하교하길 금년의 이달은 바로 덕흥대원군(德興大院君)의 다섯 번째 회갑(回甲)이므로 초5일에 정경(正卿)을 보내어 사묘(私廟, 덕흥궁)에 공경히 제사하도록 하였다. 이해 5월 8일 향관(享官)으로 임명되고, 이해 6월 6일 향년 60세로 별세하였다.

## 가족 관계
- 아버지(양부) : 진안군 이언식(晋安君 李彦植, 1752년 - 1819년)
- 어머니(양모) : 덕수군부인 장씨(德水郡夫人 張氏, 1750년 - 1770년), 봉사(奉事) 덕수인(德水人) 장지중(張至中)의 딸.
  - 이복여동생 : 풍양인(豊壤人) 풍남군(豊南君) 조함영(趙咸永)에게 출가.
- 어머니(양계모) : 창원군부인 황씨(昌原郡夫人 黃氏, 1750년 - 1775년), 창원인(昌原人) 황정(黃棖)의 딸.
- 어머니(양계모) : 거창군부인 신씨(居昌郡夫人 愼氏, 1757년 - 1832년), 지사(知事) 거창인(居昌人) 신이복(愼爾復)의 딸.
- 후실(父)
  - 이복동생 : 이완(李烷, 1791년 - ?년)
  - 이복여동생 : 반남인(潘南人) 박종염(朴宗琰, 1797년 - 1857년)에게 출가. -> 정조 후궁인 수비 박씨(綏妃 朴氏, 1770년 - 1822년)의 동생.
- 아버지(생부) : 이민식(李民植, 1753년 - 1817년), 중부(仲父) 달선군 이영(達善君 李泳, 1731년 - 1748년)에게 출계.
- 어머니(생모) : 숙부인 청주한씨(淑夫人 淸州韓氏, 1752년 - 1813년), 청주인(淸州人) 한종세(韓宗世)의 딸.
  - 동생 : 이옥(李𪸛, 1773년 - 1820년)
    - 이옥의 딸 : 여흥인(驪興人) 민치구(閔致久, 1795년 - 1874년)에게 출가. -> 딸이 고종의 사친 여흥대원비 민씨이고, 흥선대원왕의 부인.

  - 여동생 : 청풍인(淸風人) 김기성(金基性)에게 출가.
  - 여동생 : 창원인(昌原人) 황기철(黃基轍)에게 출가.
  - 여동생 : 풍산인(豊山人) 홍절모(洪晢謨)에게 출가.
- 1정부인 : 남양군부인 홍씨(南陽郡夫人 洪氏, 1772년 11월 14일 - 1808년 8월 25일), 목사(牧使) 남양인(南陽人) 홍선양(洪善養)의 딸, 정조의 비 효의왕후 김씨와 외사촌.
  - 장남(양자) : 완창군 이시인(完昌君 李時仁, 1805년 - 1843년), 동생 이옥(李𪸛)의 차남이고, 경원군 이하전의 아버지.
- 2정부인 : 전주군부인 유씨(全州郡夫人 柳氏, 1793년 7월 18일 - 1818년 7월 27일), 전주인(全州人) 유전(柳塡)의 딸.
- 3정부인 : 임천군부인 조씨(林川郡夫人 趙氏, 1798년 7월 14일 - 1850년 10월 10일), 임천인(林川人) 조건호(趙建鎬)의 딸.
- 후실
  - 2남 : 이시문(李時文, ?년 - ?년), 자녀 없음
  - 3남 : 이시백(李時伯, ?년 - ?년), 자녀 없음
  - 서녀 : 전주이씨
  - 서녀사위 : 여흥인(驪興人) 민준호(閔峻鎬), 탁지부대신 육군부장 민영기(閔泳綺, 1858년 - 1927년)의 아버지.